# Thaia saprophytica
Thaia saprophytica là một loài thực vật có hoa trong họ Lan. Loài này được Seidenf. miêu tả khoa học đầu tiên năm 1975.